# Костенко, Дмитрий Геннадьевич
Дмитрий Геннадьевич Костенко (род. 25 сентября 2002, Тольятти, Самарская область) — российский хоккеист, защитник.

## Биография
Воспитанник тольяттинской «Лады». С сезона 2018/19 начал играть в команде МХЛ «Ладья», в следующем сезоне дебютировал в ВХЛ в составе «Лады». 11 мая 2021 года был обменян в московский «Спартак», сыграл в сезоне 2021/22 50 матчей в ВХЛ за «Химик» Воскресенск и семь — за молодёжную команду «Спартака» в МХЛ. 19 августа 2022 года был отдан в годичную аренду в команду «Куньлунь Ред Стар», провёл за китайский клуб в КХЛ 52 игры. 27 ноября 2023 года был обменян на денежную компенсацию в клуб ВХЛ «Югра» Ханты-Мансийск.
На драфте НХЛ 2021 года был выбран в 3-м раунде под общим 87-м номером клубом «Монреаль Канадиенс».